# Colli Bolognesi Sauvignon Zola Predosa
Le Colli Bolognesi Sauvignon Zola Predosa est un vin blanc italien de la région Émilie-Romagne doté d'une appellation DOC depuis le 29 mai 1975. Seuls ont droit à la DOC les vins récoltés à l'intérieur de l'aire de production définie par le décret.

## Aire de l'appellation
La sous-zone « Zola Predosa » est définie par des parcelles dans la commune de Zola Predosa, dans la province de Bologne.

## Caractéristiques organoleptiques
- couleur : jaune paille plus ou moins intense.
- odeur : délicat, caractéristique, légèrement aromatique
- saveur : sec, plein, harmonique

Le Colli Bolognesi Sauvignon Zola Predosa se déguste à une température comprise entre 8 et 10 °C.  Il se gardera 2 - 3  ans.

## Production
Province, saison, volume en hectolitres :
- pas de données disponibles